# 小子 (電影)
《小子》是一部在2024年上映的台灣賀歲片。由王毓琦執導、朱延平監製，陳昊森、李霈瑜、吳宗修、釋小願等人領銜主演。

## 劇情
沈迷於AR電玩「KIDS」的張融，他在電玩世界風光登頂，現實生活卻一塌糊塗，女友芽芽看不下去而離開他，這時兩位身分不明的功夫小子突然闖入他的世界，更驚訝的是他們居然有著異於正常人的強大武功，他以為幫助他們回家就能擺脫麻煩，但不知自己正捲入一場巨大的危機。

## 演員
- 陳昊森飾演 張融
- 李霈瑜飾演 芽芽
- 吳宗修飾演 仔仔
- 釋小願飾演 默默
- 賈靜雯飾演 Aven(遊戲設計師)
- 林美秀飾演 菊嫂
- 譚艾珍飾演 辣婆婆
- 黃仲昆飾演 黑道大哥
- 郭子乾飾演 醉漢
- 劉承岳飾演 少年張融
- 張永歆飾演 浪人女
- 李天尹飾演 巨人力士
- 雷捷熙飾演 虹之使徒-七彩女浪人
- 吳震亞飾演 肥龍

## 發行
本片於2024年2月8日在台灣上映。

## 歌曲
| 曲別   | 歌名 | 作曲         | 作詞         | 編曲 | 演唱者       |
| ------ | ---- | ------------ | ------------ | ---- | ------------ |
| 主題曲 | 小子 | 陶大偉、陶喆 | 陶大偉、陶喆 | 陶喆 | 陶大偉、陶喆 |